# Fåckedjupet
Fåckedjupet är en sjö i Ronneby kommun i Blekinge och ingår i Nättrabyåns huvudavrinningsområde. Sjön är 5,8 meter djup, har en yta på 0,018 kvadratkilometer och är belägen 107 meter över havet.